# Debreceni VSE
A Debreceni Vízilabda Sportegyesület, egy magyar vízilabdaklub, melynek székhelye Debrecenben található. Jelenleg az  E.ON férfi OB I-ben, a magyar első osztályban szerepel.
Hazai mérkőzéseit a Debreceni Sportuszodában játssza.

## Elnevezései
- 2006–2010: Debreceni Cívis Póló Vízilabda SE
- 2010–2012: Debreceni Fujitsu CPVSE
- 2012–        : Debreceni VSE

## Eredmények
- 2008-09: 7. helyezés a OB II-ben.
- 2009-10: 3. helyezés a OB II-ben.
- 2010-11: 8. helyezés a Vodafone férfi OB I-ben.
- 2011-12: 5. helyezés a Vodafone férfi OB I-ben.
- 2012-13: 5. helyezés a Vodafone férfi OB I-ben.
- 2013-14: 6. helyezés a Vodafone férfi OB I-ben.
- 2014-15: 10. helyezés az E.ON férfi OB I-ben.
- 2015-16: 9. helyezés az E.ON férfi OB I-ben.
- 2016-17: 11. helyezés az E.ON férfi OB I-ben.
- 2017-18: 8. helyezés az E.ON férfi OB I-ben.
- 2018-19: 8. helyezés az E.ON férfi OB I-ben.
- 2019-20: nincs helyezés, törölték a bajnokságot a koronavírus-járvány miatt.

### Sikereik
- Magyar kupa
  - Bronzérmes (1 alkalommal): 2012

## Keret
A 2017–2018-as idény kerete:
- Lévai Márton(kapus)
- Macsi Patrik
- Kállay Márk
- Fekete Gergő

Szakmai stáb:
- Vezetőedző: Bajon Miroslav
- Másodedző:  Kardos Sándor
- Erőnléti edző:  Széll Gábor
- Csapatorvos:  dr. Barkaszi Árpád

## Szurkolók
A szurkolói csoport a Újhullám Debrecen, akik több főt (4-6) és korosztályt ölelnek fel, szervezetten drapéria mögött, zászlókkal és hangjukkal buzdítják csapatukat. A debreceni futballszurkolók nem járnak szervezetten vízilabda mérkőzésre, de ettől még a csapat meccseit akár több, mint ezer ember is megtekinti.